# Bátya
Bátya – wieś i gmina w południowej części Węgier, w pobliżu miasta Kalocsa. Gmina liczy 2051 mieszkańców (styczeń 2011) i zajmuje obszar 33,86 km².

## Położenie
Miejscowość leży na obszarze Wielkiej Niziny Węgierskiej, w komitacie Bács-Kiskun, w powiecie Kalocsa.